# Ivan Vasiljevič Boldin
Ivan Vasiljevič Boldin (3.jul./ 15. srpna 1892greg., Vysokaja – 28. března 1965, Kyjev) byl sovětský generál během druhé světové války.

## Život

### První světová válka
Narodil se v rolnické rodině ve vesnici Vysokaja nedaleko Penzy západně od Samary. Absolvoval základní školu a dva ročníky gymnázia, poté pracoval na rodinném hospodářství. Do řad ruských vojáků bojujících v první světové válce byl odveden hned v roce 1914. Celou válku absolvoval ve 23. střeleckém pluku na turecké frontě přičemž se mu podařilo dostudovat střední školu. V závěru války byl politicky aktivní, byl členem plukovního i divizního revolučního výboru. Po demobilizaci se vrátil do rodného kraje.

### Občanská válka
Po návratu byl dále politicky aktivní, v roce 1918 vstoupil do Komunistické strany a stal se členem jejího výboru v Penze. Roku 1919 se dobrovolně přihlásil do Rudé armády. Během občanské války bojoval proti Finům na Karelské šíji, na estonských hranicích, bránil Petrohrad proti Judeničovi a nakonec bojoval ve válce proti Polákům.

### Meziválečné období
Díky svým výsledkům byl vybrán pro studium na důstojnické škole, kterou ukončil v roce 1923. Byl dále politicky aktivní a jeho kariéra začala nabírat vojensko-politický směr. Dvakrát absolvoval kurz na Frunzeho vojenské akademii, působil ve vojenských i politických funkcích i jako politický komisař. V negativním slova smyslu se podílel na průběhu stalinských vojenských čistek a po jejich skončení byl mezi těmi, kteří zaujali uprázdněné posty. Postupoval přes velitele divize, velitele sboru až na místo velitele Kalininské vojenské oblasti.

### Počátek druhé světové války
Při obsazení východního Polska v září 1939 velel jednomu ze zúčastněných vojenských uskupení a hned poté vedl delegaci, která „vyjednala“ okupaci Litvy. Jako podřízený Georgije Žukova se zúčastnil obsazení rumunské Besarábie. Poté byl povýšen do generálské hodnosti a v roce 1940 jmenován zástupcem velitele Speciální vojenské oblasti Západ.

### Velká vlastenecká válka
Po německém napadení Sovětského svazu 22. června 1941 se Boldin na základě platných rozkazů pokusil se svými vojsky o protiútok, ale dostal se se svými jednotkami do obklíčení, ze kterého se mu ale u Smolenska podařilo probít. Poté byl pověřen neúspěšným protiútokem u Vjazmy, při kterém se opět dostal do obklíčení a ze kterého se mu opět podařilo, byť zraněnému, uniknout. Úspěch sklidil jako velitel 50. armády při odražení Němců a při následném protiútoku na přístupech k Moskvě na přelomu let 1941 a 1942. Vzhledem k tomu, že se v roce 1942 odehrávaly boje převážně na jižním směru, byl pro Boldina poměrně klidným a po obnovení bojů ve střední části fronty dostávala oslabená 50. armáda až do konce války víceméně jen podřadné a pomocné úkoly. V lednu 1945 s jeho výkony nespokojený Konstantin Rokossovskij odvolal z velení 50. armády. Boldin byl poté jmenován zástupcem velitele 3. ukrajinského frontu, který posléze osvobodil Prahu.

### Po druhé světové válce
Období odstavování úspěšných válečných velitelů na vedlejší funkce zajistilo Boldinovi opětovný postup. V roce 1946 se stal velitelem 8. gardové armády, která byla součástí okupačních vojsk na území Německa. Následovaly posty velitelů vojenských oblastí na východní Sibiři a v Kyjevě a v roce 1958 odešel do penze. Zemřel v Kyjevě 28. března 1965.